# Lau Kasumpat
Lau Kasumpat is een bestuurslaag in het regentschap Karo van de provincie Noord-Sumatra, Indonesië. Lau Kasumpat telt 1173 inwoners (volkstelling 2010).